# Electrofisiologia cardíaca

Dibuix d'un electrocardiograma, amb etiquetes d'intervals

L'electrofisiologia cardíaca és una branca de la cardiologia i la ciència bàsica centrada en les activitats elèctriques del cor. El terme s'utilitza normalment en el context clínic, per descriure estudis d'aquests fenòmens mitjançant l'enregistrament de catèter invasiu (intracardiac) de l'activitat espontània així com de les respostes cardíaques a l'estimulació elèctrica programada: electrofisiologia clínica cardíaca.
Tanmateix, l'electrofisiologia cardíaca també inclou la investigació bàsica i els components d'investigació traslacional. Els especialistes que estudien electrofisiologia cardíaca, ja sigui clínicament o únicament a través de la investigació, es coneixen com a electrofisiòlegs cardíacs.

## Descripció
Es realitzen estudis electrofisiològics (EP) per avaluar arrítmies complexes, dilucidar símptomes, avaluar electrocardiogrames anormals, avaluar el risc de desenvolupar arrítmies en el futur i dissenyar un tractament. Aquests procediments inclouen mètodes terapèutics (normalment l'ablació per radiofreqüència o crioablació) a més dels procediments de diagnòstic i pronòstic. Altres modalitats terapèutiques utilitzades en aquest camp inclouen la teràpia amb fàrmacs antiarrítmics i la implantació de marcapassos, desfibril·ladors automàtics implantables, i dispositius de teràpia de resincronització cardíaca.

## Estudi de l'electrofisiologia cardíaca
L'estudi d'electrofisiologia cardíaca (EP) mesura normalment la resposta del miocardi a l'estimulació elèctrica programada (EEP) en règims farmacològics específics per tal d'avaluar la probabilitat que el règim previngui amb èxit la taquicàrdia ventricular (TV) sostinguda potencialment mortal o la fibril·lació ventricular (FV) en el futur. De vegades s'han de dur a terme una sèrie d'assaigs de fàrmacs d'estudi d'EP per permetre al cardiòleg seleccionar l'únic règim de tractament a llarg termini que millor prengui o alenteixi el desenvolupament de la TV o la FV després de l'EEP. Aquests estudis també es poden dur a terme en presència d'un marcapassos cardíac o un desfibril·lador automàtic implantable recentment implantat o substituït.

## Metges especialistes
Un especialista en electrofisiologia cardíaca es coneix com a electrofisiòleg o «electricista del cor» en termes profans. L'electrofisiologia cardíaca és una subespecialitat de la cardiologia a la majoria dels països i normalment requereix dos o més anys de formació de després d'una residència general de cardiologia. A principis de 2011, els Centers for Medicare and Medicaid Services van promoure l'electrofisiologia cardíaca a la seva pròpia categoria d'especialitat als Estats Units d'Amèrica. Els electrofisiòlegs cardíacs estan formats per realitzar estudis d'electrofisiologia cardíaca intervencionista i implantació de dispositius de gestió del ritme cardíac.

### Investigador electrofisiòleg cardíac
Els electrofisiòlegs cardíacs s'especialitzen en una subàrea de l'electrofisiologia, que al seu torn és una subàrea de la fisiologia. Aquesta especialització sol requerir formació a nivell de doctorat (PhD, DSc o MD/DO) per convertir-se en investigador principal de projectes de recerca. L'àrea de recerca sovint és multidisciplinària que inclou química, bioelectromagnetisme, biologia i enginyeria biomèdica. Les eines insígnies utilitzades pels electrofisiòlegs cardíacs es superposen amb la caixa d'eines del neurocientífic, inclosa el patch clamp i la cartografia òptica.

## Professionals afins
Els especialistes en imatgeria (tècnics EP, fisiòlegs EP) solen rebre formació fins al nivell de grau o màster i són empleats per una empresa o departament d'electrofisiologia cardíaca. Sovint cal una certificació internacional com Certified Electrophysiology Specialist (CEPS) per la International Board of Heart Rhythm Examiners (IBHRE) o EHRA Certified Electrophysiology Specialist (ECES) o equivalent.

## Subdisciplina
L'electrofisiologia cardíaca és una subdisciplina relativament jove de la cardiologia i la medicina interna. Va ser desenvolupat a mitjans de la dècada del 1970 per Hein J. J. Wellens, professor de medicina a la Universitat de Maastricht als Països Baixos i cardiòleg assistent a l'Hospital Acadèmic de Maastricht. El 1980 s'hi va desenvolupar el primer estimulador basat en un microprocessador.

## Llibres de text
L'autor del llibre de text definitiu en aquest camp és del desaparegut Mark E. Josephson, antic professor Robinette de Medicina i cap de cardiologia de la Facultat de Medicina de la Universitat de Pennsilvània a Filadèlfia, professor de medicina a la Harvard Medical School, i assistent cardiòleg al Beth Israel Deaconess Medical Center de Boston. L'edició més recent publicada de Clinical Cardiac Electrophysiology: Techniques and Interpretations és la 6a edició el 2020.

## Associacions professionals
La Heart Rhythm Society (Societat de ritme cardíac), fundada el 1979, promou l'educació i la defensa dels professionals de l'arrítmia cardíaca (inclosos els electrofisiòlegs cardíacs) i els pacients. L'European Heart Rhythm Association (Associació Europea de ritme cardíac), una part de la Societat Europea de Cardiologia, és activa a Europa.

## Certificació
Fundada el 1985 com a NASPExAM, la Junta internacional d'examinadors del ritme cardíac (International Board of Heart Rhythm) ofereix exàmens basats en el coneixement per a metges i professionals de la salut afins que treballen en el camp de l'electrofisiologia cardíaca i la gestió de dispositius de ritme cardíac.
L'Associació Europea de Ritme Cardíac (European Heart Rhythm Association, EHRA) proporciona certificació basada en coneixements i competències pràctiques a metges i professionals de la salut afins, així com acreditació de centres de formació en electrofisiologia cardíaca a Europa i països veïns.

## Sistemes d'imatgeria

### CARTO
Biosense-Webster, una filial de Johnson & Johnson, produeix un sistema d'electrofisiologia cardíaca anomenat CARTO. El sistema està dissenyat per visualitzar la posició i l'orientació calculades en temps real d'un catèter d'ablació per radiofreqüència especialitzat dins del cor del pacient per tal de minimitzar l'exposició a la radiació durant la fluoroscòpia, augmentar la precisió de l'ablació de radiofreqüència dirigida, i la readquisició dels llocs d'estimulació per a la reablació. El seu sistema de navegació calcula la posició i l'orientació de la punta del catèter, utilitzant tres fonts magnètiques conegudes com a referències. El sistema utilitza camps magnètics estàtics que estan calibrats i controlats per ordinador. A causa de la naturalesa dels camps magnètics, l'orientació també es pot calcular mentre la punta està estacionària. Calculant la força i l'orientació dels camps magnètics en un lloc donat, es pot calcular la posició x,y,z juntament amb l'orientació de balanceig, guinyada i capcineig.

### EnSite
St. Jude Medical, que ara forma part d'Abbott Laboratories, fabrica la família EnSite de sistemes de mapeig cardíac. L'última edició és EnSite Precision, que permet un mapatge cardíac ràpid durant l'ablació del catèter amb millor precisió per poder tractar les alteracions del ritme cardíac.

## Notables electrofisiòlegs cardíacs
- Kenneth Ellenbogen, estatunidenc.[13]
- Richard N. Fogoros, estatunidenc.
- Michel Haïssaguerre (nascut 1955), francès.
- Mark Josephson (1943-2017), estatunidenc.
- George Klein, canadenc.[14]
- Bruce Lerman, estatunidenc.
- Michel Mirowski (1924–1990), polonès-israelià-estatunidenc.
- Eric Prystowsky, estatunidenc.[15]
- Amiran Revishvili (nascut 1956), rus.
- Hein Wellens (1935-2020), neerlandès.